# Championnat d'Espagne de football 1932-1933
Navigation
Primera División 1931-32 Primera División 1933-34
Le championnat d'Espagne de football 1932-1933 est la 5e édition du championnat. La compétition est remportée par le Madrid FC qui conserve son titre. Elle se dispute du 27 novembre 1932 au 28 mars 1933.
Le club madrilène l'emporte avec deux points d'avance sur l'Athletic Bilbao et six sur le CD Español. À la fin de la saison, le Deportivo Alavés est relégué en division 2 et remplacé par l'Oviedo FC.
L'attaquant espagnol Manuel Olivares, du Madrid FC, termine meilleur buteur du championnat avec 16 réalisations.

## Règlement de la compétition
Le championnat de Primera División est organisé par la Fédération espagnole de football, il se déroule du 27 novembre 1932 au 28 mars 1933.
Il se dispute en une poule unique de dix équipes qui s'affrontent à deux reprises, une fois à domicile et une fois à l'extérieur. L'ordre des matchs est déterminé par un tirage au sort avant le début de la compétition.
Le classement final est établi en fonction des points gagnés par chaque équipe lors de chaque rencontre : deux points pour une victoire, un pour un match nul et aucun en cas de défaite. En cas d'égalité de points entre deux ou plusieurs de clubs en fin de championnat, le classement se fait à la différence de buts.
L'équipe possédant le plus de points à la fin de la compétition est proclamée championne. Le dernier du classement est relégué en Segunda División et il est remplacé par le champion de cette division.

## Équipes participantes
Dix clubs participent au championnat. La compétition accueille un nouveau club le Betis Balompié, champion de Segunda División l'année précédente.
| \| A. Guecho Athletic Bilbao Betis Balompié Donostia FC Racing Santander D. Alavés R. Madrid FC Barcelone Valence FC Espanyol \| Localisation des clubs engagés dans le championnat. |
| A. Guecho Athletic Bilbao Betis Balompié Donostia FC Racing Santander D. Alavés R. Madrid FC Barcelone Valence FC Espanyol                                                           |

| Clubs              | Ville           | Stade                 | Capacité |
| ------------------ | --------------- | --------------------- | -------- |
| Deportivo Alavés   | Vitoria-Gasteiz | Mendizorroza          | 7 216    |
| Arenas Club        | Getxo           | Ibaiondo              | 15 540   |
| Athletic Bilbao    | Bilbao          | San Mamés             | 17 628   |
| FC Barcelone       | Barcelone       | Las Corts             | 25 000   |
| Betis Balompié     | Séville         | Patronato Obrero (es) | 10 000   |
| Espanyol Barcelone | Barcelone       | Sarriá                | 16 055   |
| Donostia FC        | San Sebastián   | Atocha                | 9 215    |
| Madrid FC          | Madrid          | Chamartín             | 17 862   |
| Racing Santander   | Santander       | El Sardinero          | 11 300   |
| Valence FC         | Valence         | Mestalla              | 18 980   |

## Classement
le championnat est remporté par le Madrid FC qui conserve son titre. Le club madrilène l'emporte avec deux points d'avance sur l'Athletic Bilbao et six sur CD Español. À la fin de la saison, Deportivo Alavés est relégué en division 2 et remplacé par Oviedo FC.
| Rang | Équipe           | Pts | J  | G  | N | P  | Bp | Bc | Diff |  | Résultats (▼ dom., ► ext.) | MAD | ATH | ESP | BAR | BET | DON | ARE | SAN | VAL | ALA |
| ---- | ---------------- | --- | -- | -- | - | -- | -- | -- | ---- |  | -------------------------- | --- | --- | --- | --- | --- | --- | --- | --- | --- | --- |
| 1    | Madrid FC T      | 28  | 18 | 13 | 2 | 3  | 49 | 17 | +32  |  | Madrid FC                  |     | 0-1 | 2-0 | 2-1 | 4-1 | 6-2 | 8-2 | 4-1 | 6-0 | 2-0 |
| 2    | Athletic BilbaoC | 26  | 18 | 13 | 0 | 5  | 63 | 30 | +33  |  | Athletic Bilbao            | 0-2 |     | 0-2 | 1-3 | 9-1 | 1-2 | 3-1 | 9-5 | 8-2 | 4-0 |
| 3    | RCD Espanyol     | 22  | 18 | 10 | 2 | 6  | 33 | 30 | +3   |  | RCD Espanyol               | 2-1 | 2-5 |     | 2-1 | 1-2 | 3-0 | 3-2 | 2-1 | 5-2 | 3-1 |
| 4    | FC Barcelone     | 19  | 18 | 7  | 5 | 6  | 42 | 34 | +8   |  | FC Barcelone               | 1-1 | 2-3 | 1-1 |     | 4-1 | 3-2 | 5-2 | 4-0 | 4-2 | 2-0 |
| 5    | Betis BalompiéP  | 17  | 18 | 6  | 5 | 7  | 31 | 45 | -14  |  | Betis Balompié             | 0-0 | 1-5 | 1-2 | 2-1 |     | 4-2 | 1-1 | 3-2 | 3-2 | 3-1 |
| 6    | Donostia FC      | 15  | 18 | 6  | 3 | 9  | 41 | 47 | -6   |  | Donostia FC                | 1-2 | 2-4 | 6-1 | 2-2 | 2-2 |     | 2-1 | 8-0 | 4-1 | 3-1 |
| 7    | Arenas de Getxo  | 14  | 18 | 5  | 4 | 9  | 39 | 44 | -5   |  | Arenas de Getxo            | 1-5 | 4-2 | 0-2 | 5-1 | 3-3 | 6-0 |     | 2-1 | 2-2 | 3-0 |
| 8    | Racing Santander | 14  | 18 | 6  | 2 | 10 | 47 | 58 | -11  |  | Racing Santander           | 4-2 | 0-1 | 3-1 | 4-4 | 2-2 | 7-1 | 2-1 |     | 2-0 | 9-0 |
| 9    | Valencia CF      | 13  | 18 | 4  | 5 | 9  | 34 | 53 | -19  |  | Valencia CF                | 0-1 | 1-5 | 1-1 | 2-2 | 2-1 | 2-2 | 3-2 | 6-2 |     | 5-2 |
| 10   | Deportivo Alavés | 12  | 18 | 5  | 2 | 11 | 21 | 42 | -21  |  | Deportivo Alavés           | 0-1 | 0-2 | 1-0 | 2-1 | 2-0 | 1-0 | 1-1 | 8-2 | 1-1 |     |

- Champion
- Relégation en Segunda División

## Récompenses
L'attaquant espagnol Manuel Olivares (Madrid FC) termine Meilleurs buteurs du championnat d'Espagne de football avec 16 réalisations. Il devance trois joueurs de l'Athletic Bilbao, Bata, auteur de 15 buts, José Iraragorri et Guillermo Gorostiza, auteurs de 14 buts.
Le meilleur gardien du championnat est pour la troisième fois Ricardo Zamora, joueur du Madrid FC.

## Bilan de la saison
| Championnat d'Espagne de football 1932-1933 |                      |
| Champion                                    | Madrid FC (2e titre) |
| Dauphin                                     | Athletic Bilbao      |
| Coupes et trophées                          |                      |
| Vainqueur de la Coupe d'Espagne 1932-1933   | Athletic Bilbao      |
| Promotions et relégations                   |                      |
| Promus en Primera División                  | Oviedo FC            |
| Relégués en Segunda División                | Deportivo Alavés     |